# Pokrovske, Zinkiv
Pokrovske (în ucraineană Покровське) este localitatea de reședință a comunei Pokrovske din raionul Zinkiv, regiunea Poltava, Ucraina.

## Demografie
Componența lingvistică a localității Pokrovske
     Ucraineană (91,91%)
     Rusă (1,8%)
Conform recensământului din 2001, majoritatea populației localității Pokrovske era vorbitoare de ucraineană (91,91%), existând în minoritate și vorbitori de rusă (1,8%).